# Phaneroptera acaciae
Phaneroptera acaciae är en insektsart som beskrevs av Lucien Chopard 1954. Phaneroptera acaciae ingår i släktet Phaneroptera och familjen vårtbitare. Inga underarter finns listade i Catalogue of Life.